# Huaibei, Peking
Huaibei (kinesiska: 怀北, 怀北镇) är en köping i Kina. Den ligger i stadsdistriket Huairou i Pekings storstadsområde, i den norra delen av landet, omkring 57 kilometer nordost om stadskärnan. Antalet invånare är 12 475. Befolkningen består av 5 828 kvinnor och 6 647 män. Barn under 15 år utgör 9,0 %, vuxna 15-64 år 78 %, och äldre över 65 år 11,0 %.